# Qu (poezja)
Qu (曲) – rodzaj poezji chińskiej; stał się powszechny w okresie Południowej Dynastii Song, a największą popularnością cieszył się okresie Yuan, stąd gatunek nazywa się czasem Yuan qu (元曲).
Podobnie jak ci w okresie Song i shi w okresie Tang, qu było za czasów Yuan gatunkiem poezji popularnej, pisanej pod melodię i przeznaczonej do śpiewania. Od ci różni je m.in. rym powtarzający się na końcu każdego wiersza, a także kolokwialne słownictwo.
Qu dzieli się na sanqu (散曲) and zaju (雜劇), przy czym ten drugi gatunek jest formą chińskiego teatru. Sanqu dzieli się na śpiewane do jednej melodii xiaoling (小令) oraz santao (散套), które składa się z kilku melodii.